# Морис Шуц
Морис Шуц (фр. Maurice Schutz, настоящее имя — Поль Морис Шутценбергер фр. Paul Maurice Schutzenberger; 4 августа 1866, Париж, Франция — 22 марта 1955, Клиши-ла-Гаренн, О-де-Сен, Франция) — французский театральный и киноактёр.

## Биография
Морис Шуц родился 4 августа 1866 года в Париже. Начал актерскую карьеру в 1890-х годах, играя на театральной сцене в постановках пьес «Лисистрата» (1892), «Мадам Сен-Жан» (1893), «Орленок» (1900) и «Тейрун де Мерикур» (1902) (последние два в театре Сары Бернар). В 1910-х годах он время от времени снимался в кино, но полноценная кинокарьера Шуца началась лишь после Первой мировой войны в 1919 году. В немом кино 1920-х годов снимался у таких режиссеров, как Гастон Рудес, Жермен Дюлак, Жак де Баронселли, Жан Эпштейн, Рене Клер и др., играя преимущественно возрастные роли.
В 1927 году Шуц сыграл роль главы Корсиканской республики Паскаля Паоли в масштабной постановке Абеля Ганса «Наполеон»; в фильме Жюльена Дювивье «Агония Иерусалима» — профессора-пенсионера, который живет в Иерусалиме, обнаруживает, что его сын участвует в сети анархистов в Париже. В 1928 году снялся в знаменитой ленте Карла Теодора Дрейера «Страсти Жанны д’Арк», где сыграл Никола Луазелера.
В 1930-1940-х годах и в начале 1950-х Морис Шуц продолжал много сниматься во французских фильмах, но большинство его ролей были небольшими, а некоторые даже не были указаны в титрах. Снимался в киноработах Раймона Бернара, Саши Гитри, Жюльена Дювивье, Макса Офюльса, Марка Аллегре, Кристиана-Жака, Марселя Л'Эрбье, Жана Древиля и др. В общем Шуц сыграл роли почти в 100 кинофильмах.
Морис Шуц умер в возрасте 88 лет 22 марта 1955 года в Клиши-ла-Гаренн близ Парижа.

## Избранная фильмография
| Год  |   | Русское название            | Оригинальное название             | Роль                    |
| ---- | - | --------------------------- | --------------------------------- | ----------------------- |
| 1919 | ф | Очаг                        | L'âtre                            |                         |
| 1925 | ф | Призрак Мулен-Руж           | Le Fantôme du Moulin-Rouge        | Виктор Винсент          |
| 1925 | ф | Воображаемое путешествие    | Le voyage imaginaire              |                         |
| 1926 | ф | Мопра                       | Mauprat                           | Тристан де Мопра        |
| 1927 | ф | Агония Иерусалима           | L'Agonie de Jérusalem             |                         |
| 1927 | ф | Наполеон                    | Napoléon                          | Паскаль Паоли           |
| 1928 | ф | Страсти Жанны д’Арк         | La Passion de Jeanne d'Arc        |                         |
| 1932 | ф | Вампир                      | Vampyr — Der Traum des Allan Grey |                         |
| 1932 | ф | Фантомас                    | Fantômas                          | аббат Сико              |
| 1934 | ф | Отверженные                 | Les Misérables                    |                         |
| 1935 | ф | Пастер                      | Pasteur                           | дедушка Йозефа Майстера |
| 1938 | ф | Катя                        | Katia                             |                         |
| 1939 | ф | Конец дня                   | La fin du jour                    | Верней                  |
| 1942 | ф | Фантастическая симфония     | La Symphonie fantastique          | Никколо Паганини        |
| 1948 | ф | Хромой дьявол               | Le Diable boiteux                 | Вольтер                 |
| 1949 | ф | Возвращение к жизни         | Retour à la vie                   | старик                  |
| 1950 | ф | Правосудие свершилось       | Justice est faite                 |                         |
| 1950 | ф | Адемай на пограничном посту | Adémaï au poteau-frontière        |                         |
| 1952 | ф | Суд Божий                   | Le Jugement de Dieu               |                         |